# Juan Espinoza Jiménez
Juan Espinoza Jiménez (ur. 11 maja 1965 w La Piedad de Cabadas) – meksykański duchowny katolicki, biskup pomocniczy Morelii w latach 2011–2021, biskup Aguascalientes od 2022.

## Życiorys

### Prezbiterat
Święcenia kapłańskie otrzymał 31 stycznia 1993 i został inkardynowany do archidiecezji Morelia. Po święceniach objął funkcję wychowawcy w niższym seminarium, zaś w 1996 rozpoczął w Rzymie studia z zakresu nauk edukacyjnych. W latach 2001–2009 był pracownikiem sekretariatu w Kongregacji ds. Biskupów. Po powrocie do kraju został wykładowcą wyższego seminarium.

### Episkopat
15 grudnia 2010 papież Benedykt XVI mianował go biskupem pomocniczym archidiecezji Morelia, ze stolicą tytularną Arpi. Sakry udzielił mu 22 lutego 2011 arcybiskup Alberto Suárez Inda.
23 grudnia 2021 papież Franciszek mianował go biskupem ordynariuszem diecezji Aguascalientes. 